# The Dreadnoughts
The Dreadnoughts es una banda canadiense de folk punk originaria de Vancouver, Columbia Británica. La banda combina una amplia gama de música folk europea con street punk moderno. También tocan con frecuencia espectáculos como una banda de polca tradicional en festivales de polca, bajo el nombre de "Polka Time!".

## Historia

### 2006–2010: Formación,Legends Never Die,Victory SquareyPolka's Not Dead
The Dreadnoughts se formó en Vancouver, Columbia Británica en 2006. Lanzaron su primer álbum, Legends Never Die, en 2007, seguido de su segundo álbum, Victory Square, en 2009. Escribieron Victory Square como tributo a su ciudad natal de Vancouver y, como tal, muchas de las canciones del álbum se centran en lugares de importancia para los miembros de la banda. The Dreadnoughts promocionaron el álbum en una gira por Canadá y Europa en 2009, una gira que inspiró gran parte del material de su álbum de 2010 Polka's Not Dead y el sencillo Cyder Punks Unite. La gira fue documentada en un libro de Adam PW Smith, quien más tarde en 2011 produciría un cortometraje y en 2017 un mini documental sobre la banda.

### 2011–2022: Pausa indefinida,Foreign Skies,Into The NorthyRoll and Go
El 8 de junio de 2011 lanzaron el EP Uncle Touchy Goes To College.
A finales de 2011, después de producir Polka's Not Dead, la banda anunció una pausa indefinida. Sin embargo, siguieron tocando en espectáculos ocasionalmente, como en espectáculos anuales de Vancouver, una gira europea de dos semanas en enero de 2014, y dos conciertos en marzo del mismo año con Guttermouth.
El 11 de noviembre de 2017 lanzaron su cuarto álbum Foreign Skies, un álbum conceptual de folk-punk sobre la Primera Guerra Mundial, el 10 de enero de 2018 lanzaron el EP Foreign Skies (B Sides), una compilación de canciones que no terminaron en el álbum.
el 15 de noviembre de 2019 lanzaron el álbum acústico Into The North.
Su álbum más reciente, Roll and Go, fue lanzado el 11 de junio de 2022.

## Sonido e influencias
Las influencias notables en su sonido incluyen actos como The Pogues, Dropkick Murphys, Stan Rogers, Gogol Bordello, Goran Bregovic y Rancid. La banda comúnmente graba e interpreta salomas, canciones polcas y canciones klezmer, y también están fuertemente influenciados por la música folclórica del West Country inglés, en particular, la banda folclórica Bristol The Wurzels.
Otros actos que han compartido escenario con The Dreadnoughts incluyen Stiff Little Fingers, The Cider Fecks, Swingin' Utters, Hepcat, The Real McKenzies, Goran Bregovic, IAMX, Okean Elzy, Talco, The Creepshow, Mad Sin y Los Furios.

## Miembros actuales
- Nicholas Smith (The Fang) – Guitarra y voz
- Tegan Ceschi-Smith (Wormley Wangersnitch) – Violín
- Kyle Taylor (Leroy "Slow Ride" McBride / Seamus O'Flanagan) – Acordeón, Violín y voz
- Drew Sexsmith (Dread Pirate Druzil) – Mandolina, Banyo y voz
- Andrew Hay (Squid Vicious) – Bajo
- Marco Bieri (The Stupid Swedish Bastard) – Batería

## Miembros anteriores
- William Shand (Fire Marshall Willie) – Bajo
- Katie Nordgren (The Wicked Wench of the West) – Bajo

## Discográfica

### Álbumes
- Legends Never Die – Julio 2007 (Golden Tee Records)
- Victory Square – Junio 2009 (Stomp Records)
- Polka's Not Dead – Octubre 2010 (Stomp Records)
- Foreign Skies – Noviembre 2017 (Self Released)
- Into The North – Noviembre 2019 (Stomp Records)
- Roll and Go – Junio 2022 (Stomp Records)

### EPs
- Uncle Touchy Goes To College – Julio 2011 (Bellydrop Records)
- Foreign Skies (B Sides) – Enero 2018 (Self Released)

### Sencillos
- Cyder Punks Unite – Julio 2010 (Leech Redda)